# Tupfer
Tupfer (l. mn.: tupfery, tupferki) - to jałowe lub niejałowe, okrągłe opatrunki wykonane z gazy, stosowane w zabiegach w celu zatamowania krwotoku lub oczyszczenia rany. Dodatkowo mogą być stosowane do dezynfekcji powierzchni skóry. Używane są w operacjach chirurgicznych i zabiegach stomatologicznych.
Tupfery wykonane są z gazy bawełnianej, bielonej bezchlorowo. Wyróżniamy następujące typy tupferów:
- tupfer A - kula
- tupfer B - fasola
- tupfer C - sączek
- tupfer D - rożek
- tupfer E - kaptur

Przeczytaj ostrzeżenie dotyczące informacji medycznych i pokrewnych zamieszczonych w Wikipedii.